# Hoçisht
Hoçisht è una frazione del comune di Devoll in Albania (prefettura di Coriza), è situata a 9 km dal confine con la Grecia.
Fino alla riforma amministrativa del 2015 era comune autonomo, dopo la riforma è stato accorpato, insieme agli ex-comuni di Bilisht, Miras, Progër e Qendër Bilisht a costituire la municipalità di Devoll.

## Località
Il comune era formato dall'insieme delle seguenti località:
- Hocisht
- Grace
- Baban
- Stropan
- Ecmenik
- Perparimaj
- Grapsh
- Cipan
- Borsh
- Bradvic